# Delegati dalla Carolina del Sud al Congresso degli Stati Uniti d'America

Distretti della Carolina del Sud dal 2023

Sin dall'ammissione all'Unione come stato, avvenuta nel 1788, la Carolina del Sud è rappresentata al Congresso degli Stati Uniti da una delegazione al Senato e alla Camera dei rappresentanti. Ogni stato elegge due senatori con mandati di sei anni, a prescindere dalla popolazione dello stato; quelli della Carolina del Sud appartengono alle classi 2 e 3. Elegge inoltre ogni due anni un numero di rappresentanti alla Camera in numero proporzionale alla popolazione; attualmente lo stato è rappresentato alla Camera da 7 delegati, eletti con il sistema first-past-the-post in distretti uninominali. Nel corso della sua esistenza come stato, la Carolina del Sud ha visto la rappresentanza alla Camera variare da un minimo di 5 ad un massimo di 9 deputati; l'attuale numero di 7 è in vigore dal 2013, per effetto del censimento del 2010 confermato anche dal censimento del 2020.

## Camera dei rappresentanti

### Delegati attuali
La delegazione alla camera dei rappresentanti ha un totale di 7 membri in carica, attualmente 6 repubblicani e 1 democratico.
| Distretto | Rappresentante  | Partito      | CPVI (2025) | Mandato           | Mappa del distretto |
| --------- | --------------- | ------------ | ----------- | ----------------- | ------------------- |
| 1°        | Nancy Mace      | Repubblicano | R+6         | 17 settembre 2021 |                     |
| 2°        | Joe Wilson      | Repubblicano | R+7         | 18 dicembre 2001  |                     |
| 3°        | Sheri Biggs     | Repubblicano | R+21        | 3 gennaio 2025    |                     |
| 4°        | William Timmons | Repubblicano | R+12        | 3 gennaio 2019    |                     |
| 5°        | Ralph Norman    | Repubblicano | R+11        | 20 giugno 2017    |                     |
| 6°        | Jim Clyburn     | Democratico  | D+13        | 3 gennaio 1993    |                     |
| 7°        | Russell Fry     | Repubblicano | R+12        | 3 gennaio 2023    |                     |

## Senato degli Stati Uniti d'America
| Senatore                     | Congresso               | Senatore                   |
| Classe 2                     | Congresso               | Classe 3                   |
| ---------------------------- | ----------------------- | -------------------------- |
| Pierce Butler (Pro-amm)      | 1 (1789-1791)           | Ralph Izard (Pro-amm)      |
| Pierce Butler (Anti-Amm)     | 2 (1791-1793)           | Ralph Izard (Pro-amm)      |
| Pierce Butler (Anti-Amm)     | 3 (1793-1795)           | Ralph Izard (Pro-amm)      |
| Pierce Butler (D-R)          | 4 (1795-1797)           | Jacob Read (F)             |
| John Hunter (D-R)            | 4 (1795-1797)           | Jacob Read (F)             |
| 5 (1797-1799)                |                         | Jacob Read (F)             |
| Charles Pinckney (D-R)       |                         | Jacob Read (F)             |
| 6 (1799-1801)                |                         | Jacob Read (F)             |
| 7 (1801-1803)                | John E. Colhoun (D-R)   |                            |
| 7 (1801-1803)                | John E. Colhoun (D-R)   | Thomas Sumter (D-R)        |
| 8 (1803-1805)                | Pierce Butler (D-R)     |                            |
| 9 (1805-1807)                | John Gaillard (D-R)     |                            |
| 10 (1807-1809)               | John Gaillard (D-R)     |                            |
| 11 (1809-1811)               | John Gaillard (D-R)     |                            |
| John Taylor (D-R)            | John Gaillard (D-R)     |                            |
| 12 (1811-1813)               | John Gaillard (D-R)     |                            |
| 13 (1813-1815)               | John Gaillard (D-R)     |                            |
| 14 (1815-1817)               | John Gaillard (D-R)     |                            |
| William Smith (D-R)          | John Gaillard (D-R)     |                            |
| 15 (1817-1819)               | John Gaillard (D-R)     |                            |
| 16 (1819–1821)               | John Gaillard (D-R)     |                            |
| 17 (1821–1823)               | John Gaillard (D-R)     |                            |
| Robert Y. Hayne (D-R)        | John Gaillard (D-R)     | 18 (1823–1825)             |
| Robert Y. Hayne (J)          | 19 (1825–1827)          | John Gaillard (J)          |
| Robert Y. Hayne (J)          | 19 (1825–1827)          | William Harper (J)         |
| Robert Y. Hayne (J)          | 20 (1827–1829)          | William Smith (J)          |
| Robert Y. Hayne (J)          | 21 (1829–1831)          | William Smith (J)          |
| Robert Y. Hayne (N)          | 22 (1831–1833)          | Stephen Decatur Miller (N) |
| John C. Calhoun (N)          | 22 (1831–1833)          | Stephen Decatur Miller (N) |
| 23 (1833–1835)               | William C. Preston (N)  |                            |
| John C. Calhoun (D)          | William C. Preston (N)  | 24 (1835–1837)             |
| John C. Calhoun (D)          | 25 (1837–1839)          | William C. Preston (W)     |
| John C. Calhoun (D)          | 26 (1839–1841)          | William C. Preston (W)     |
| John C. Calhoun (D)          | 27 (1841–1843)          | William C. Preston (W)     |
| John C. Calhoun (D)          | George McDuffie (D)     |                            |
| Daniel Elliott Huger (D)     | 28 (1843–1845)          |                            |
| John C. Calhoun (D)          | 29 (1845–1847)          |                            |
| John C. Calhoun (D)          | 29 (1845–1847)          | Andrew Butler (D)          |
| John C. Calhoun (D)          | 30 (1847-1849)          |                            |
| John C. Calhoun (D)          | 31 (1849-1851)          |                            |
| Franklin H. Elmore (D)       |                         |                            |
| Robert Woodward Barnwell (D) |                         |                            |
| Robert Rhett (D)             |                         |                            |
| 32 (1851-1853)               |                         |                            |
| William F. De Saussure (D)   |                         |                            |
| Josiah J. Evans (D)          | 33 (1853-1855)          |                            |
| Josiah J. Evans (D)          | 34 (1855-1857)          |                            |
| Josiah J. Evans (D)          | 35 (1857-1859)          |                            |
| Arthur P. Hayne (D)          | James Henry Hammond (D) |                            |
| James Chesnut Jr. (D)        | James Henry Hammond (D) |                            |
| 36 (1859-1861)               | James Henry Hammond (D) |                            |
| Vacante                      | Vacante                 |                            |
| Vacante                      | Vacante                 | 36 (1859-1861)             |
| Vacante                      | Vacante                 | 37 (1861-1863)             |
| Vacante                      | Vacante                 | 38 (1863-1865)             |
| Vacante                      | Vacante                 | 39 (1865-1867)             |
| Vacante                      | Vacante                 | 40 (1867-1869)             |
| Vacante                      | Vacante                 | 40 (1867-1869)             |
| Thomas J. Robertson (R)      | Frederick A. Sawyer (R) |                            |
| Thomas J. Robertson (R)      | Frederick A. Sawyer (R) | 41 (1869-1871)             |
| Thomas J. Robertson (R)      | Frederick A. Sawyer (R) | 42 (1871-1873)             |
| Thomas J. Robertson (R)      | 43 (1873-1875)          | John J. Patterson (R)      |
| Thomas J. Robertson (R)      | 44 (1875-1877)          | John J. Patterson (R)      |
| Matthew Butler (D)           | 45 (1877-1879)          | John J. Patterson (R)      |
| Matthew Butler (D)           | 46 (1879-1881)          | Wade Hampton III (D)       |
| Matthew Butler (D)           | 47 (1881-1883)          | Wade Hampton III (D)       |
| Matthew Butler (D)           | 48 (1883-1885)          | Wade Hampton III (D)       |
| Matthew Butler (D)           | 49 (1885-1887)          | Wade Hampton III (D)       |
| Matthew Butler (D)           | 50 (1887-1889)          | Wade Hampton III (D)       |
| Matthew Butler (D)           | 51 (1889-1891)          | Wade Hampton III (D)       |
| Matthew Butler (D)           | 52 (1891-1893)          | John L. M. Irby (D)        |
| Matthew Butler (D)           | 53 (1893-1895)          | John L. M. Irby (D)        |
| Benjamin Tillman (D)         | 54 (1895-1897)          | John L. M. Irby (D)        |
| Benjamin Tillman (D)         | 55 (1897-1899)          | Joseph H. Earle (D)        |
| Benjamin Tillman (D)         | 56 (1899-1901)          | John L. McLaurin (D)       |
| Benjamin Tillman (D)         | 57 (1901-1903)          | John L. McLaurin (D)       |
| Benjamin Tillman (D)         | 58 (1903-1905)          | Asbury Latimer (D)         |
| Benjamin Tillman (D)         | 59 (1905-1907)          | Asbury Latimer (D)         |
| Benjamin Tillman (D)         | 60 (1907-1909)          | Asbury Latimer (D)         |
| Benjamin Tillman (D)         | Frank B. Gary (D)       |                            |
| Benjamin Tillman (D)         | 61 (1909-1911)          | Ellison D. Smith (D)       |
| Benjamin Tillman (D)         | 62 (1911-1913)          | Ellison D. Smith (D)       |
| Benjamin Tillman (D)         | 63 (1913-1915)          | Ellison D. Smith (D)       |
| Benjamin Tillman (D)         | 64 (1915-1917)          | Ellison D. Smith (D)       |
| Benjamin Tillman (D)         | 65 (1917-1919)          | Ellison D. Smith (D)       |
| Christie Benet (D)           |                         | Ellison D. Smith (D)       |
| William P. Pollock (D)       |                         | Ellison D. Smith (D)       |
| Nathaniel B. Dial (D)        | 66 (1919-1921)          | Ellison D. Smith (D)       |
| Nathaniel B. Dial (D)        | 67 (1921-1923)          | Ellison D. Smith (D)       |
| Nathaniel B. Dial (D)        | 68 (1923-1925)          | Ellison D. Smith (D)       |
| Coleman L. Blease (D)        | 69 (1925-1927)          | Ellison D. Smith (D)       |
| Coleman L. Blease (D)        | 70 (1927-1929)          | Ellison D. Smith (D)       |
| Coleman L. Blease (D)        | 71 (1929-1931)          | Ellison D. Smith (D)       |
| James F. Byrnes (D)          | 72 (1931-1933)          | Ellison D. Smith (D)       |
| James F. Byrnes (D)          | 73 (1933-1935)          | Ellison D. Smith (D)       |
| James F. Byrnes (D)          | 74 (1935-1937)          | Ellison D. Smith (D)       |
| James F. Byrnes (D)          | 75 (1937-1939)          | Ellison D. Smith (D)       |
| James F. Byrnes (D)          | 76 (1939-1941)          | Ellison D. Smith (D)       |
| James F. Byrnes (D)          | 77 (1941-1943)          | Ellison D. Smith (D)       |
| Alva M. Lumpkin (D)          |                         | Ellison D. Smith (D)       |
| Roger C. Peace (D)           |                         | Ellison D. Smith (D)       |
| Burnet R. Maybank (D)        |                         | Ellison D. Smith (D)       |
| 78 (1943-1945)               |                         | Ellison D. Smith (D)       |
| Wilton E. Hall (D)           |                         |                            |
| 79 (1945-1947)               | Olin D. Johnston (D)    |                            |
| 80 (1947-1949)               | Olin D. Johnston (D)    |                            |
| 81 (1949-1951)               | Olin D. Johnston (D)    |                            |
| 82 (1951-1953)               | Olin D. Johnston (D)    |                            |
| 83 (1953-1955)               | Olin D. Johnston (D)    |                            |
| Charles E. Daniel (D)        | Olin D. Johnston (D)    |                            |
| Strom Thurmond (D)           | Olin D. Johnston (D)    |                            |
| 84 (1955-1957)               | Olin D. Johnston (D)    |                            |
| Thomas A. Wofford (D)        | Olin D. Johnston (D)    |                            |
| Strom Thurmond (D)           | Olin D. Johnston (D)    |                            |
| 85 (1957-1959)               | Olin D. Johnston (D)    |                            |
| 86 (1959-1961)               | Olin D. Johnston (D)    |                            |
| 87 (1961-1963)               | Olin D. Johnston (D)    |                            |
| 88 (1963-1965)               | Olin D. Johnston (D)    |                            |
| Strom Thurmond (R)           | Olin D. Johnston (D)    | 89 (1965-1967)             |
| Strom Thurmond (R)           | Donald S. Russell (D)   | 89 (1965-1967)             |
| Strom Thurmond (R)           | 90 (1967-1969)          | Fritz Hollings (D)         |
| Strom Thurmond (R)           | 91 (1969-1971)          | Fritz Hollings (D)         |
| Strom Thurmond (R)           | 92 (1971-1973)          | Fritz Hollings (D)         |
| Strom Thurmond (R)           | 93 (1973-1975)          | Fritz Hollings (D)         |
| Strom Thurmond (R)           | 94 (1975-1977)          | Fritz Hollings (D)         |
| Strom Thurmond (R)           | 95 (1977-1979)          | Fritz Hollings (D)         |
| Strom Thurmond (R)           | 96 (1979-1981)          | Fritz Hollings (D)         |
| Strom Thurmond (R)           | 97 (1981-1983)          | Fritz Hollings (D)         |
| Strom Thurmond (R)           | 98 (1983-1985)          | Fritz Hollings (D)         |
| Strom Thurmond (R)           | 99 (1985-1987)          | Fritz Hollings (D)         |
| Strom Thurmond (R)           | 100 (1987-1989)         | Fritz Hollings (D)         |
| Strom Thurmond (R)           | 101 (1989-1991)         | Fritz Hollings (D)         |
| Strom Thurmond (R)           | 102 (1991-1993)         | Fritz Hollings (D)         |
| Strom Thurmond (R)           | 103 (1993-1995)         | Fritz Hollings (D)         |
| Strom Thurmond (R)           | 104 (1995-1997)         | Fritz Hollings (D)         |
| Strom Thurmond (R)           | 105 (1997-1999)         | Fritz Hollings (D)         |
| Strom Thurmond (R)           | 106 (1999-2001)         | Fritz Hollings (D)         |
| Strom Thurmond (R)           | 107 (2001-2003)         | Fritz Hollings (D)         |
| Lindsey Graham (R)           | 108 (2003-2005)         | Fritz Hollings (D)         |
| Lindsey Graham (R)           | 109 (2005-2007)         | Jim DeMint (R)             |
| Lindsey Graham (R)           | 110 (2007-2009)         | Jim DeMint (R)             |
| Lindsey Graham (R)           | 111 (2009-2011)         | Jim DeMint (R)             |
| Lindsey Graham (R)           | 112 (2011-2013)         | Jim DeMint (R)             |
| Lindsey Graham (R)           | 113 (2013-2015)         | Tim Scott (R)              |
| Lindsey Graham (R)           | 114 (2015-2017)         | Tim Scott (R)              |
| Lindsey Graham (R)           | 115 (2017-2019)         | Tim Scott (R)              |
| Lindsey Graham (R)           | 116 (2019-2021)         | Tim Scott (R)              |
| Lindsey Graham (R)           | 117 (2021-2023)         | Tim Scott (R)              |
| Lindsey Graham (R)           | 118 (2023-2025)         | Tim Scott (R)              |
| Lindsey Graham (R)           | 119 (2025-2027)         | Tim Scott (R)              |